# Carlos Hevia

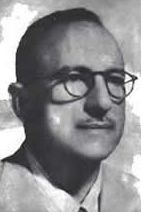
Carlos Hevia

Carlos Hevia y de los Reyes Gavilán (* 21. März 1900 in Havanna; † 2. April 1964 in Florida, USA) war Ingenieur, kubanischer Politiker und lediglich zwei Tage, vom 16. Januar bis zum 18. Januar 1934, Präsident Kubas.

## Leben
Sein Ingenieurstudium absolvierte Carlos Hevia an der Marineakademie in Annapolis/USA. Am Ersten Weltkrieg nahm er als US-amerikanischer Marineoffizier teil. Hevia beteiligte sich aktiv am Widerstand gegen den kubanischen Diktator Gerardo Machado. Im August 1931 landete er mit 40 Kämpfern in Gibara im Norden der damaligen Provinz Oriente. Die Luftwaffe Machados bombardierte daraufhin die Stadt.
Unter dem Präsidenten Ramón Grau San Martín war er Staatssekretär für Landwirtschaft. Nach dem Rückzug von Grau wurde Hevia für zwei Tage Präsident Kubas. Die Kürze seiner Amtszeit wurde lediglich durch seinen Nachfolger Manuel Márquez Sterling unterboten, der bereits nach wenigen Stunden Amtszeit den Präsidentenstuhl räumen musste. Die eigentliche Macht lag in diesen Jahren in den Händen des Armeechefs Fulgencio Batista, des Obersten Carlos Mendieta Montefur und des US-amerikanischen Botschafters Jefferson Caffery.
1948 wurde Carlos Hevia Parlamentarischer Staatssekretär, 1940 Außenminister und 1951 Präsident der Kommission für Nationale Entwicklung. Er war der Präsidentschaftskandidat des Partido Auténtico für die für 1952 geplanten Wahlen, zu denen es aufgrund des Staatsstreiches von Batista im März desselben Jahres jedoch nicht kam. Anschließend ging er ins Exil nach Florida.
Nachdem die Kubanische Revolution von 1959 unter der Führung von Fidel Castro einen diktatorischen und prokommunistischen Kurs eingeschlagen hatte, engagierte er sich aus dem US-amerikanischen Exil für den Sturz Castros. Er gehörte 1961 dem Kubanischen Revolutionsrat (Consejo Revolucionario Cubano) an, einem maßgeblich aus ehemaligen Führungsmitgliedern der Revolutionsarmee bestehenden Gremium unter Vorsitz des ersten Premierministers nach dem Sturz Fulgencio Batistas, José Miró Cardona.